# كارول ويستون
كارول ويستون (بالإنجليزية: Carol Weston)‏ هي كاتِبة أمريكية، ولدت في 11 سبتمبر 1956.